# Гатнянська сільська рада
Га́тнянська сільська́ ра́да — адміністративно-територіальна одиниця та орган місцевого самоврядування в Деражнянському районі Хмельницької області. Адміністративний центр — село Гатна.

## Загальні відомості
Гатнянська сільська рада утворена в квітні 1944 року.
- Територія ради: 32,864 км²
- Населення ради: 756 осіб (станом на 2001 рік)
- Територією ради протікає річка Вовк

## Населені пункти
Сільській раді були підпорядковані населені пункти:
- с. Гатна
- с. Марківка

## Склад ради
Рада складалася з 15 депутатів та голови.
- Голова ради: Важельська Ірина Василівна
- Секретар ради: Повх Віра Миколаївна

### Керівний склад попередніх скликань
| Прізвище, ім'я, по батькові   | Основні відомості                                                               | Дата обрання | Дата звільнення |
| ----------------------------- | ------------------------------------------------------------------------------- | ------------ | --------------- |
| Вдовенко Володимир Степанович | Сільський голова, 1947 року народження, безпартійний                            | 26.03.2006   | 31.10.2010      |
| Важельська Ірина Василівна    | Сільський голова, 1979 року народження, освіта середня спеціальна, позапартійна | 31.10.2010   |                 |

Примітка: таблиця складена за даними сайту Верховної Ради України

### Депутати
За результатами місцевих виборів 2010 року депутатами ради стали:

#### За суб'єктами висування
| Суб'єкт висування           | Кількість обраних депутатів | %    |
| --------------------------- | --------------------------- | ---- |
| Партія регіонів             | 8                           | 53,3 |
| Самовисування               | 6                           | 40   |
| Комуністична партія України | 1                           | 6,7  |

#### За округами
| № округу                    | Прізвище, ім'я, по батькові     | Дата визнання обраним | Освіта  | Партійна приналежність            | Відомості про обраного депутата                                |
| --------------------------- | ------------------------------- | --------------------- | ------- | --------------------------------- | -------------------------------------------------------------- |
| Комуністична партія України |                                 |                       |         |                                   |                                                                |
| 8                           | Савчук Олександр Олександрович  | 05.11.2010            | вища    | член Комуністичної партії України | Гатнянська загальноосвітня школа, вчитель                      |
| Партія регіонів             |                                 |                       |         |                                   |                                                                |
| 1                           | Печинога Леся Віталівна         | 05.11.2010            | вища    | член Партії регіонів              | Гатнянська загальноосвітня школа, вчитель                      |
| 2                           | Гавловський Степан Сергійович   | 05.11.2010            | середня | член Народної партії              | пенсіонер                                                      |
| 4                           | Харчук Любов Олександрівна      | 05.11.2010            | середня | член Партії регіонів              | РЦСРДІ, головний бухгалтер                                     |
| 5                           | Повх Віра Миколаївна            | 05.11.2010            | середня | член Народної партії              | Гатнянська сільська рада, техпрацівник                         |
| 6                           | Горобець Павло Іванович         | 05.11.2010            | середня | член Народної партії              | пенсіонер                                                      |
| 7                           | Лотоцька Наталія Миколаївна     | 05.11.2010            | середня | член Партії регіонів              | тимчасово не працює                                            |
| 11                          | Демчишена Тетяна Миколаївна     | 05.11.2010            | вища    | член Народної партії              | Гатнянська сільська рада, бухгалтер                            |
| 12                          | Іванова Наталія Дмитрівна       | 05.11.2010            | середня | член Партії регіонів              | Територіальний центр соціальної допомоги, соціальний працівник |
| Самовисування               |                                 |                       |         |                                   |                                                                |
| 3                           | Лукіянишина Надія Володимирівна | 05.11.2010            | середня | позапартійна                      | тимчасово не працює                                            |
| 9                           | Ковальчук Людмила Миколаївна    | 27.12.2010            | середня | позапартійна                      | тимчасово не працює                                            |
| 10                          | Гуменюк Любов Григорівна        | 05.11.2010            | середня | позапартійна                      | тимчасово не працює                                            |
| 13                          | Прокопчук Алла Петрівна         | 05.11.2010            | середня | позапартійна                      | тимчасово не працює                                            |
| 14                          | Новогонський Йосип Йосипович    | 05.11.2010            | вища    | позапартійний                     | тимчасово не працює                                            |
| 15                          | Новогорський Йосип Йосипович    | 05.11.2010            | вища    | позапартійний                     | тимчасово не працює                                            |